# Base aérienne 132 Colmar-Meyenheim
La base aérienne 132 Colmar-Meyenheim Commandant René Pépin est une ancienne base aérienne de l'Armée de l'air française située sur le territoire des communes de Meyenheim et Oberentzen, entre Colmar et Mulhouse, dans le département du Haut-Rhin. 
Après le départ de l'Armée de l'air, en 2010, la base a été renommée quartier Colonel Dio et accueille désormais le régiment de marche du Tchad.

## Historique
En 1951, la décision est prise de construire une nouvelle base aérienne aux normes OTAN à Meyenheim, près de Colmar, en vue d'y redéployer des unités stationnées en Allemagne. La piste de la base est terminée en août 1952, suivie en juin 1953 par la construction des alvéoles (ou marguerites, pour désigner des parkings pour avions en forme de fleur, autour d'un taxiway) qui accueilleront les chasseurs. La base est achevée en 1956. 
La 13e escadre de chasse tout temps (13e ECTT) auparavant installée sur la base aérienne 139 de Lahr en Allemagne s'installe à Colmar-Meyenheim à partir du 1er avril 1957. L'escadre est composée des EC 1/13 "Artois" et EC 2/13 "Alpes". Elle est équipée de soixante chasseurs américains F-86K Sabre.
En juin 1961, le CEVSV quitte la base de Lahr et prend ses quartiers sur la BA132 avec ses huit T-33. Il restera sur la base alsacienne jusqu'en juillet 1967 quand il fera mouvement sur la base aérienne 113 de Saint-Dizier.
La 13e escadre reçoit ses premiers Mirage IIIC en avril 1962.
Pendant près d'un an, entre juin 1966 et octobre 1967, les F-100 Super Sabre de l'Escadron de chasse 3/11 Corse qui vient de quitter Bremgarten sont stationnés sur la base, avant de rejoindre Toul-Rosières.
La base est officiellement baptisée base aérienne 132 "Commandant René Pépin" le 25 mai 1963. Né le 3 avril 1905 à Cherbourg, René Pépin est un pilote de l’Armée de l'air, disparu au combat le 15 juin 1940, alors qu'il était commandant-adjoint du groupe de chasse II/7.
Les Mirage IIIC de l'escadre sont progressivement remplacés par des Mirage IIIE à partir de 1965.

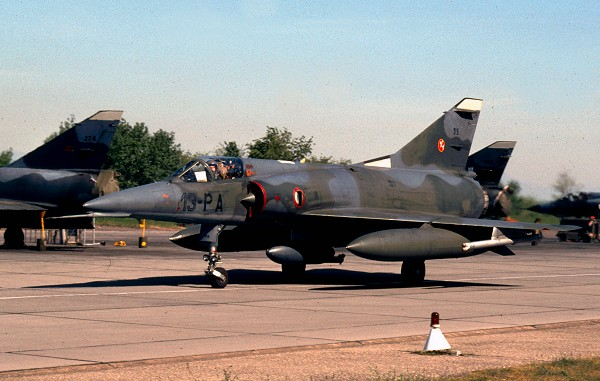
Mirage 5F du 2/13 Alpes.

L'année 1972 voit l'activation d'un troisième escadron sur la base, l'EC 3/13 "Auvergne" équipé de Mirage 5F. Ces appareils initialement prévus pour Israël en tant que Mirage 5J ne seront pas livrés pour cause d'embargo et livrés à l'Armée de l'air qui n'en voulait pas. 
À partir du 6 novembre 1992, les vieux Mirage IIIE et Mirage 5F sont progressivement remplacés par les "nouveaux" Mirage F1CT (en fait des Mirage F1C modernisés et optimisés pour l'attaque au sol). 
La base disposait d'un embranchement ferroviaire, relié à la ligne de Colmar-Sud à Bollwiller, utilisé jusqu'en 1992.
Le 13 octobre 1993 voit la dissolution des EC 1/13 "Artois" et EC 3/13 "Auvergne". Ils sont remplacés les EC 1/13 "Normandie-Niémen" et EC 3/13 "Alsace" qui volent sur les avions des deux escadrons précédents. Le 2/13 "Alpes" est dissous à son tour le 3 juin 1994. Il n'aura volé que très brièvement sur F1CT.
La 13e escadre de chasse, à laquelle sont rattachés les deux escadrons de chasse est dissoute le 23 juin 1995. Les deux escadrons de chasse deviennent indépendants et changent en même temps de désignation en devenant escadron de chasse 1/30 "Alsace" et 2/30 "Normandie-Niémen".
Le détachement aérien de la gendarmerie de Colmar est créé sur la base le 1er septembre 2006 sous l'impulsion du général Hervé Renaud et du général Daniel Leimbacher. Il dispose d'un AS350 Écureuil.
Le 1er juillet 2008, le 1/30 "Alsace" est dissous. Le même jour, le 2/30 "Normandie-Niémen" prend la désignation de 1/30 "Normandie-Niémen".
Le 3 juillet 2009 voit la dissolution du 1/30 "Normandie-Niémen" et de l'escadron de défense sol-air 6/950 Riquewihr. Il n'y a plus d'unité opérationnelle de l'Armée de l'air sur la base depuis de cette date.
Dernière et ultime étape dans l’Histoire de cette base aérienne : le 16 juin 2010, le drapeau de la BAO (Base Aérienne Opérations) 132 est replié, pour rejoindre le service historique de la Défense/Armée de l'air à Vincennes. La base aérienne 132 est dissoute.
Le 1er juillet 2010, à minuit, les installations de l'ancienne base aérienne sont renommées quartier Colonel Dio et transmises à l'Armée de terre.

## Unités

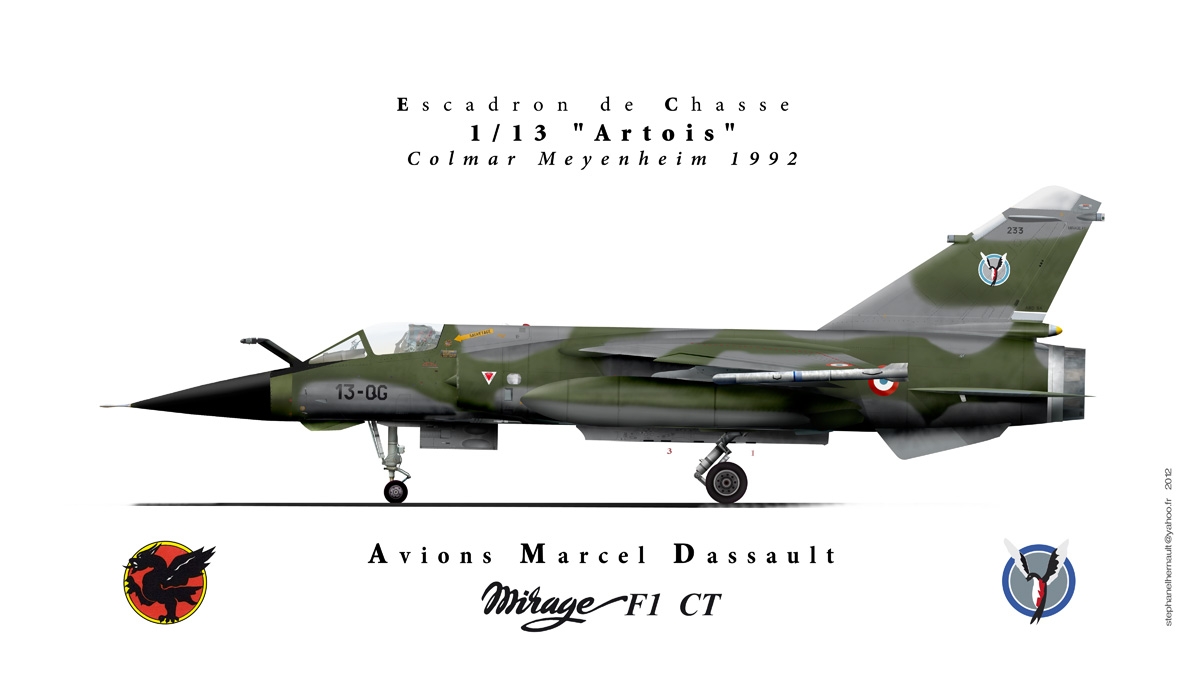
Mirage F1CT de l'EC.1/13 Artois.

L'effectif était de plus de 1 300 personnes, militaires et civils. La base fut d'abord équipée de F86 K Sabre, de 1957 à 1962. Elle fut la première base équipée de Mirage IIIC de 1962 à 1965, puis très rapidement sa mission s'orienta vers la chasse tout temps avec l'arrivée des Mirage IIIE de 1965 à 1977. À la suite de l'embargo décrété envers Israël, le Mirage VF arriva en 1972. Elle fut aussi équipée de Mirage IIIB (avion biplace) de 1986 à 1992, à la suite de l'arrivée des Mirage 2000B à Dijon (BA 102), et en reprit la mission de transformation opérationnelle. En avril 1993, arrivent les premiers Mirage F1. La base disposait aussi de moyens de défense Sol-Air, tels que des Crotale (unité d'acquisition et unité de tir), des systèmes d'armes Aspic, Mistral et Cerbere. La BAO 132 disposait également d'un détachement permanent de 3 Mirage F1 au Tchad, sur la base aérienne « Sergent-chef Odji Kosseï » de N'Djaména.
À l'origine, la base accueillait la 13e escadre de chasse (en provenance de la base de Lahr-RFA), c'est elle qui alignait les unités aériennes de combat qui étaient composées de 2 escadrons de chasse : l'escadron de chasse 1/13 « Artois », créé le 1er avril 1956 était l'héritier du Groupe "Artois" constitué initialement en 1943 en Afrique-Équatoriale française, composé de deux escadrilles : la SPA 83 Chimère et la SPA 100 Hirondelle.
Puis par la suite à l'arrivée des Mirage F1, d'autres escadrilles, notamment la SPA 160 Diables Rouges et la SPA 155 Petit Poucet.
L'escadron de chasse « Artois » sera dissous le 1er août 1993.
L'escadron de chasse 2/13 « Alpes », composé de deux escadrilles : Cheval Bai et Cheval Gris.
Contrairement aux usages, cet escadron ne reprit aucune tradition des anciennes unités aériennes de l'Armée de l'air. Il fut le plus jeune escadron de chasse de l'Armée de l'air comme l'illustre sa devise : « Jeunesse oblige ».
En 1972, à la suite de l'embargo fut créé un troisième escadron ; l'escadron de chasse 3/13 « Auvergne », composé de deux escadrilles : la Folie issue de la Grande Guerre, et le Morietur créé le 16 mai 1940 sur le champ de bataille.
L'arrivée des Mirage F1, devait modifier au cours d'une cérémonie de changement de traditions le 13 octobre 1993, les appellations et traditions des escadrons.

## La base après sa dissolution de 2010
Depuis la dissolution de l'escadron de chasse 1/30 Normandie-Niemen le 3 juillet 2009, la base n'abrite plus d'unité opérationnelle de l'Armée de l'air.
Dans le bâtiment de l'ancienne « section photos de la BAO 132 », un petit musée retrace la présence des aviateurs pendant plus de cinquante années. Devant cet édifice se trouve la stèle posée lors du baptême du nom de tradition "base aérienne d'opérations Commandant René Pépin", ainsi qu'une stèle commémorative pour le 25e anniversaire de l'escadron de chasse 2/13 "Alpes", avec une stèle rappelant la présence d'un dépôt du service des essences des armées. 
Le Mirage IIIC, qui était en exposition dynamique en face du PC de la base, a été déplacé avec sa plaque commémorant les trente années de présence de la 13e escadre de chasse en face du « musée des aviateurs ». Ce dernier est confié à l'« association des anciens de la base aérienne 132 ».
Le rond-point (carrefour D31-D38), qui part de Meyenheim vers l'ancienne base, accueille depuis 2010 une stèle faite d'une dérive de Mirage F1 ornée de l'insigne de l'ex BAO 132 et de deux lions rouges debout se faisant face (représentant les armoiries du village de Meyenheim), retraçant la présence des aviateurs de 1951 à 2010.
Le site, renommé quartier Colonel Dio, accueille depuis le 1er juillet 2010 le régiment de marche du Tchad (RMT) en provenance de Noyon dans l'Oise.
Le détachement aérien de la gendarmerie (DAG) de Colmar est toujours présent sur la base. Il dispose, depuis avril 2010, d'un hélicoptère EC 135.
S'y trouve aussi la 54e antenne médicale. 
L'exercice militaire interarmées  « Hull » regroupant huit régiments de l'Armée de terre et deux escadres de l'Armée de l'air se déroule sur le site du 4 au 10 avril 2019. À cette occasion, la piste de la base a été remise en état par le 25e régiment du génie de l'air afin de permettre à des aéronefs (dont un A400M) de s'y poser.